# NAVSTAR
NAVSTAR GPS (Global Positioning System NAVSTAR) — високоточна супутникова система навігації GPS, яка дозволяє визначити місце розташування об'єкта, його широту, довготу та висоту над рівнем моря, а також напрямок і швидкість його руху. Комплекс NAVSTAR розроблений, утілений і належить Міністерству оборони США. Головним завданням проекту є високоточне позиціонування різних рухомих і статичних об'єктів на місцевості. Основою системи є 24 або більше супутників NAVSTAR (Navigation Satellite Time and Ranging), які працюють у єдиній мережі та знаходяться на шести різних кругових орбітах, розташованих під кутом 60° один до одного таким чином, щоб з будь-якої точки земної поверхні було видно від чотирьох до дванадцяти таких супутників. На кожній орбіті знаходиться по 4 супутника, висота орбіт приблизно дорівнює 20200 км, а період обертання кожного супутника навколо землі становить 12 годин.
Система супутників знаходиться під контролем станцій, які розташовані на Землі в Колорадо-Спрінґс, Дієго-Гарсія, острові Вознесіння, атолі Кваджелейн і на Гаваях. Робота станцій координується головною станцією, яка розташована на військовій базі Schriever у Колорадо.
Миттєва точність визначення розташування для цивільних потреб залежить від багатьох чинників і переважну більшість часу становить 2-16 м. До 1 травня 2000 року точність обчислення розташувань для цивільних потреб була штучно обмежена шляхом внесення похибок до передаваних даних. При роботі системи в режимі обмеження точності (відомому як SA «Selective Availability»), середня точність становила 100 м.
Починаючи з супутника NAVSTAR-6 (26 квітня 1980 року) на них встановлені датчики ядерного виявлення. Супутник входить у Інтегровану оперативну систему ядерних досліджень (IONDS) раніше Defense Support Program. Вони призначені для надання миттєвої інформації про ядерні вибухи, а так само могли виявляти точні місця розташування і наслідки сотень одночасних ядерних вибухів